# Марк Фабий Бутеон (претор)
Марк Фа́бий Бутео́н (лат. Marcus Fabius Buteō; III век до н. э.) — римский военачальник и политический деятель из патрицианского рода Фабиев, претор 201 года до н. э.

## Биография
Предположительно Марк Фабий был внуком консула 245 года до н. э. того же имени. Орозий сообщает, что Марк-консул убил своего сына, заподозренного в краже; сыном убитого мог быть Марк-претор.
В 203 году до н. э. Марк Фабий занимал должность курульного эдила. В 201 году до н. э. он стал претором и получил по результатам жеребьёвки провинцию Сардиния.